# Marc Peschanski
Pour les articles homonymes, voir Peschanski.
Marc Peschanski, né en 1952, est un biologiste et neurophysiologiste français, spécialiste des maladies neurodégénératives et des cellules souches.

## Biographie
Marc Peschanski est le fils d'Alexandre et Dora Peschanski, juifs émigrés d'Europe de l'Est. Il est aussi le frère de l'historien Denis Peschanski et du physicien Robi Peschanski.

## Carrière scientifique
Après des études de médecine, Marc Peschanski devient chercheur à l'INSERM au sein du CHU de l'hôpital Henri-Mondor de Créteil. Spécialiste du cerveau et des maladies neurodégénératives telles que la maladie de Parkinson et la maladie de Huntington, Marc Peschanski a été un précurseur des greffes neuronales. Ces dernières années après un passage en Angleterre, il s'est orienté vers la recherche sur les cellules souches. Après une lutte pour la révision des lois de bioéthiques, il crée en 2005 sur le Génopole d'Évry, I-Stem, un Institut des cellules souches en partenariat avec l'Association française contre les myopathies (AFM). Cette démarche fera l'objet en particulier d'une polémique menée par certains milieux catholiques en décembre 2006 au moment du Téléthon[réf. nécessaire]. Marc Peschanski est également un partisan du clonage thérapeutique, afin « d'obtenir du matériel biologique », pour comprendre les mécanismes de certaines maladies. En 2011, son équipe, codirigée par Cécile Martinat, publie des résultats importants en matière d'identification de gènes impliqués (deux gènes de la famille SLITRK) dans une forme de myopathie, la maladie de Steinert, en utilisant des cellules souches embryonnaires humaines,, non sans provoquer une polémique sur l'opportunité d'utiliser de telles cellules plutôt que des cellules souches pluripotentes induites (iPS),,,.
Il a été, durant de nombreuses années, rédacteur en chef de la revue Médecine/sciences.

## Engagement politique
Marqué à gauche par l'histoire et l'engagement de sa famille, Marc Peschanski opte pour le mouvement trotskiste. Militant et engagé auprès de Lutte ouvrière et d'Arlette Laguiller pendant 10 ans, il déclare : « Ce qui me lie toujours à l'extrême gauche, de manière indéfectible, c'est une colère viscérale contre l'injustice ». Il reste fidèle à ses engagements de jeunesse. Il a été un animateur actif des vagues de protestation des chercheurs français durant l'année 2004, notamment en participant au mouvement Sauvons la recherche.
Le 19 avril 2012, il signe dans le journal Le Monde une tribune intitulée « Le capitalisme doit disparaître » en invitant à voter pour Nathalie Arthaud, porte-parole de Lutte ouvrière et candidate à l'élection présidentielle française de 2012. Il y déclare que le « monde capitaliste n'est plus capable de faire progresser l'humanité » et qu'une « autre société est possible, dans laquelle une infime minorité ne fera plus passer ses intérêts à la place de ceux de l'humanité : le communisme ».
Candidat en 2020 aux élections municipales à Paris dans le 6e arrondissement sous l'étiquette Lutte ouvrière, il rassemble 0,32 % des voix au premier tour.

## Ouvrages
- Biologie de la douleur, éditions du Rocher, 1986,  (ISBN 9782268004624)
- Des greffes dans le cerveau, éditions du Rocher, 1987  (ISBN 2-268-00520-8)
- Le Cerveau réparé, éditions Plon, 1989  (ISBN 9782259020701) – Prix Jean-Rostand
- Le Cerveau en quatre dimensions, éditions Hachette, 1993,  (ISBN 9782010206993)
- 2001 : Odyssée de la science en collaboration avec Daniel Bichet, éditions Masson, 2001
- Le Cerveau et la Pensée, éditions les Bons Caractères, 2012,  (ISBN 978-2915727333)